# Фридрих I Барбароса
Фридрих Барбароса (1122 — 10. јун 1190) био је краљ Немачке (1152—1190) и цар Светог римског царства (1155—1190). Био је такође краљ Италије (1154—1186). Припадао је династији Хоенштауфен. Познат је по учешћу у Трећем крсташком рату. Утопио се при преласку реке Салеф. Немачка инвазија на Совјетски Савез 1941. имала је назив операција Барбароса. Његов надимак Барбароса значи „црвена брада”.

## Биографија

### Постаје краљ
Током Другог крсташког рата прати свога стрица немачког краља Конрада III. Поход се показао као потпуни промашај, али Фридрих се истакао и задобио поверење краља. Када је Конрад III умирао у фебруару 1152, присутни су били само Фридрих и бискуп од Бамберга.
Обојица су тврдили да је Конрад III предао Барбароси краљевска обележја и да је тиме Фридрих Барбароса наследник краља, а не краљев шестогодишњи син.
Краљевски електори су поверовали у ту причу, тако да је Фридрих I Барбароса изабран за немачког краља и крунисан је у Ахену.

### Успостава реда у Немачкој и околини
Барбароса је желео да поврати Свето римско царство на позицију коју је имало под Карлом Великим и Отоном I Великим. Сматрао је да је најпре нужно успоставити мир у Немачкој, да би касније могао да се окрене Италији.
Издао је генерални позив на мир, а сам је направио великодушне уступке великашима.
Умешао се у дански грађански рат између Свена III и Валдемара I Данског. Започео је и преговоре са Манојлом I Комнином.

### Споразум са папом да би био цар Светог римског царства
Да би био крунисан као цар Светог римског царства, нуди разне уступке папи у замену за подршку. Склопио је споразум са папом Евгенијем III у марту 1153. по коме се обавезује да брани папинство и да не склапа мир са Роџером II Сицилијанским или са другим непријатељима цркве, без изричитог папиног одобрења.
Предузео је 6 похода у Италију. Први пут је отишао да би био крунисан за цара Светог римског царства, а после тога је смирио Арнолада од Бреше.

### Поново успоставља ред у Немачкој
Напустио је Италију у јесен 1155, да би поново успоставио ред у Немачкој. Током Барбаросиног одсуства поново је у Немачкој завладао неред, а посебно у Баварској. По повратку Фридрих Барбароса брзо успоставља ред. Војвода од Саксоније Хенрик Лав добија Баварску, а војвода од Баварске је компензован поставши војводе од Аустрије. Фредерик се оженио 1156. са Беатриче од Бургундије, ћерком наследницом краљевства Бургундије. Тиме Фридрих Барбароса постаје и владар Бургундије.

### Папа Александар III екскомуницира Барбаросу
У други италијански поход креће јуна 1158. године. Прати га војвода од Саксоније и Баварске Хајнрих Лав са неустрашивим Саксонцима. Успостављају царску власт и царске службенике по градовима северне Италије. У Милану избија побуна, али га поново заузимају.
Почиње и борба са новим папом Александром III, који екскомуницира Фридриха Барбаросу 1160. године. Као одговор на екскомуникацију Фридрих Барбароса даје подршку антипапи Виктору IV. То је стање борбе цркве и државе за примат.
Поново се враћа у Немачку при крају 1162, па спречава појачање сукоба Хајнриха Лава и бројних околних кнежева, који су се бојали повећања моћи Хајнриха Лава. Веома оштро је казнио грађане Мајнца због побуне против надбискупа Арнолда.

### Трећи и четврти поход на Италију
Следећи поход на Италију је био 1163. године. Планирао је да освоји Сицилију. Међутим против њега је оформљен јак савез, који је створен због великих пореза, који су им царски службеници разрезивали.
Поново креће у Италију 1166, да би осигурао и подржао свог штићеника антипапу Паскала. Хајнрих Лав је одбио да се придружи том походу, јер је намеравао да решава спорове са суседима, а и да се шири на словенске земље у југоисточној Немачкој. Нагло избијање куге угрозило је целу царску армију, тако да се Фридрих Барбароса вратио у Немачку, где је остао следећих 6 година.
Улази у пријатељске односе са Византијским царем Манојлом Комнином, а покушава успоставити боље односе са енглеским краљем Хенриком II и француским краљем Лујом VII.

### Пораз од Ломбардског савеза
На пети поход у Италију кренуо је 1174. године. Формиран је пропапински Ломбардски савез против њега. Опет је Хенрик Лав одбио да се придружи походу, па је исход био катастрофалан. Фридрих Барбароса је претрпио тешки пораз у бици код Лењана 29. маја 1176. године. Ту је и рањен, а чак се мислило и да је мртав. Није имао другог избора него да преговора са Александром III и Ломбардским савезом.

### Помирење Барбаросе и папе
Миром у Венецији 1177, папа Александар III и Фридрих Барбароса прекидају непријатељства. Фридрих Барбароса признаје папи суверенитет у папској држави. Папа признаје Фридриху Барбароси царску власт. Градови у Ломбардији и даље су се наставили борити, све до 1183, када Фридрих Барбароса ради уступак и признаје градовима право да бирају своју градску власт.

### Кажњавање Хајнриха Лава
Фридрих није заборавио да је Хајнрих Лав одбио 1174, да му помогне у Италији. Хајнрих Лав је већ створио доста непријатеља међу суседним немачким кнежевима. Фридрих суди 1180. у одсуству Хајнриха Лава. Суд су чинили бискупи и немачки принчеви. Проглашава се да је царски закон јачи од традиционалног немачког закона, дакле закона поседовања.
Хајнриху Лаву одузимају све територије, а њега осуђују. Царска војска је онда напала Саксонију да би покорила рођаке Хајнриха Лава. Хајнрих Лав је побегао, па се предао новембра 1181. године. Отишао је у прогонство у Нормандију код свог таста, енглеског краља Хенрија II, где је био три године пре него што му је дозвољено да се врати у Немачку.

## Трећи крсташки рат
Након што се помирио са папом, Фридрих i Барбароса креће у трећи крсташки рат 1189. године. Крсташки рат предводе Французи под Филипом II Августом. У походу су и Енглези под вођством Ричарда Лављег Срца. Фридрих I Барбароса организује велику војску, коју шаље копненим путем према Светој земљи, односно кроз Угарску и Србију.
Фридрих Барбароса се накратко зауставио 1189. у Рашкој у Нишу, где је његове људе срдачно дочекао српски владар Стефан Немања.
Растко Немањић (Свети Сава) се лично бринуо о Фридриху Барбароси. Према легенди Свети Сава је имао исцелитељске моћи, па је излечио Фридриха Барбаросу, да је овај могао наставити свој поход.
Крсташи су прошли кроз Константинопољ у јесен 1189, и у Анадолији су извојевали две победе. Приближавање огромне германске војске забринуло је Саладина и друге муслиманске вође.

### Смрт у Салефу
Фридрих Барбароса се удавио 10. јуна 1190. при преласку реке Салеф у Киликији. Тачне околности се не знају. Могуће је да се хтео освежити пливањем, па се удавио. Друга могућност је да га је коњ збацио па је шок од хладне воде изазвао срчани напад цара, који је имао 68 година.

### Пораз немачких крсташа
Фридрихова смрт је поколебала његову војску, која је без вође дошла у хаотично стање. Створила се паника, били су без вође, а Турци су их нападали са свих страна. Већина Немаца је ту убијена. У Акру је стигао само мали део од 5.000 војника који су кренули.
Барбаросин син Фридрих VI од Швабије предводио је остатак немачке војске. Имао је намеру да покопа Барбаросино тело у Јерусалиму.
Међутим, није успео поступак конзервирања тела у сирћету, па су покопали месо у Антиохији, кости у катедрали у Тиру, а срце у Тарсусу.

### Наставак трећег крсташког рата
Након Барбаросине смрти, крсташку војску су предводила два ривала Ричард Лавље Срце и Филип Август, који су одвојено морем путовали до Палестине. Ричард Лавље Срце је наставио на исток, где се борио са Саладином, али није успео у крајњем циљу, да освоји Јерусалим.

## Породично стабло
|  |                                                  |  |  |  |  |  |  |  |  |  |  |  |  |  |  |  |
|  | 16. Frederick, Count Palatine of Swabia          |  |  |  |  |  |  |  |  |  |  |  |  |  |  |  |
|  |                                                  |  |  |  |  |  |  |  |  |  |  |  |  |  |  |  |
|  |                                                  |  |  |  |  |  |  |  |  |  |  |  |  |  |  |  |
|  | 8. Frederick von Büren, Count Palatine of Swabia |  |  |  |  |  |  |  |  |  |  |  |  |  |  |  |
|  |                                                  |  |  |  |  |  |  |  |  |  |  |  |  |  |  |  |
|  |                                                  |  |  |  |  |  |  |  |  |  |  |  |  |  |  |  |
|  | 17. Adelheid vom Filsgau                         |  |  |  |  |  |  |  |  |  |  |  |  |  |  |  |
|  |                                                  |  |  |  |  |  |  |  |  |  |  |  |  |  |  |  |
|  |                                                  |  |  |  |  |  |  |  |  |  |  |  |  |  |  |  |
|  | 4. Фридрих I Швапски                             |  |  |  |  |  |  |  |  |  |  |  |  |  |  |  |
|  |                                                  |  |  |  |  |  |  |  |  |  |  |  |  |  |  |  |
|  |                                                  |  |  |  |  |  |  |  |  |  |  |  |  |  |  |  |
|  | 9. Hildegard von Egisheim                        |  |  |  |  |  |  |  |  |  |  |  |  |  |  |  |
|  |                                                  |  |  |  |  |  |  |  |  |  |  |  |  |  |  |  |
|  |                                                  |  |  |  |  |  |  |  |  |  |  |  |  |  |  |  |
|  | 2. Фридрих II Швапски                            |  |  |  |  |  |  |  |  |  |  |  |  |  |  |  |
|  |                                                  |  |  |  |  |  |  |  |  |  |  |  |  |  |  |  |
|  |                                                  |  |  |  |  |  |  |  |  |  |  |  |  |  |  |  |
|  | 20. Хенрик III, цар Светог римског царства       |  |  |  |  |  |  |  |  |  |  |  |  |  |  |  |
|  |                                                  |  |  |  |  |  |  |  |  |  |  |  |  |  |  |  |
|  |                                                  |  |  |  |  |  |  |  |  |  |  |  |  |  |  |  |
|  | 10. Хајнрих IV, цар Светог римског царства       |  |  |  |  |  |  |  |  |  |  |  |  |  |  |  |
|  |                                                  |  |  |  |  |  |  |  |  |  |  |  |  |  |  |  |
|  |                                                  |  |  |  |  |  |  |  |  |  |  |  |  |  |  |  |
|  | 21. Агнеса од Поатјеа                            |  |  |  |  |  |  |  |  |  |  |  |  |  |  |  |
|  |                                                  |  |  |  |  |  |  |  |  |  |  |  |  |  |  |  |
|  |                                                  |  |  |  |  |  |  |  |  |  |  |  |  |  |  |  |
|  | 5. Агнеса од Немачке                             |  |  |  |  |  |  |  |  |  |  |  |  |  |  |  |
|  |                                                  |  |  |  |  |  |  |  |  |  |  |  |  |  |  |  |
|  |                                                  |  |  |  |  |  |  |  |  |  |  |  |  |  |  |  |
|  | 22. Отон I Савојски                              |  |  |  |  |  |  |  |  |  |  |  |  |  |  |  |
|  |                                                  |  |  |  |  |  |  |  |  |  |  |  |  |  |  |  |
|  |                                                  |  |  |  |  |  |  |  |  |  |  |  |  |  |  |  |
|  | 11. Берта Савојска                               |  |  |  |  |  |  |  |  |  |  |  |  |  |  |  |
|  |                                                  |  |  |  |  |  |  |  |  |  |  |  |  |  |  |  |
|  |                                                  |  |  |  |  |  |  |  |  |  |  |  |  |  |  |  |
|  | 23. Аделаида од Сузе                             |  |  |  |  |  |  |  |  |  |  |  |  |  |  |  |
|  |                                                  |  |  |  |  |  |  |  |  |  |  |  |  |  |  |  |
|  |                                                  |  |  |  |  |  |  |  |  |  |  |  |  |  |  |  |
|  | 1. Фридрих I Барбароса                           |  |  |  |  |  |  |  |  |  |  |  |  |  |  |  |
|  |                                                  |  |  |  |  |  |  |  |  |  |  |  |  |  |  |  |
|  |                                                  |  |  |  |  |  |  |  |  |  |  |  |  |  |  |  |
|  | 24. Алберт Ацо II, маркгроф од Милана            |  |  |  |  |  |  |  |  |  |  |  |  |  |  |  |
|  |                                                  |  |  |  |  |  |  |  |  |  |  |  |  |  |  |  |
|  |                                                  |  |  |  |  |  |  |  |  |  |  |  |  |  |  |  |
|  | 12. Велф I, војвода Баварске                     |  |  |  |  |  |  |  |  |  |  |  |  |  |  |  |
|  |                                                  |  |  |  |  |  |  |  |  |  |  |  |  |  |  |  |
|  |                                                  |  |  |  |  |  |  |  |  |  |  |  |  |  |  |  |
|  | 25. Кунигунда од Алтдорфа                        |  |  |  |  |  |  |  |  |  |  |  |  |  |  |  |
|  |                                                  |  |  |  |  |  |  |  |  |  |  |  |  |  |  |  |
|  |                                                  |  |  |  |  |  |  |  |  |  |  |  |  |  |  |  |
|  | 6. Хајнрих IX, војвода Баварске                  |  |  |  |  |  |  |  |  |  |  |  |  |  |  |  |
|  |                                                  |  |  |  |  |  |  |  |  |  |  |  |  |  |  |  |
|  |                                                  |  |  |  |  |  |  |  |  |  |  |  |  |  |  |  |
|  | 26. Балдуин IV Фландријски                       |  |  |  |  |  |  |  |  |  |  |  |  |  |  |  |
|  |                                                  |  |  |  |  |  |  |  |  |  |  |  |  |  |  |  |
|  |                                                  |  |  |  |  |  |  |  |  |  |  |  |  |  |  |  |
|  | 13. Јудита Фландријска, грофица Нортумбрије      |  |  |  |  |  |  |  |  |  |  |  |  |  |  |  |
|  |                                                  |  |  |  |  |  |  |  |  |  |  |  |  |  |  |  |
|  |                                                  |  |  |  |  |  |  |  |  |  |  |  |  |  |  |  |
|  | 27. Eleanor of Normandy                          |  |  |  |  |  |  |  |  |  |  |  |  |  |  |  |
|  |                                                  |  |  |  |  |  |  |  |  |  |  |  |  |  |  |  |
|  |                                                  |  |  |  |  |  |  |  |  |  |  |  |  |  |  |  |
|  | 3. Јудита од Баварске, војвоткиња Баварске       |  |  |  |  |  |  |  |  |  |  |  |  |  |  |  |
|  |                                                  |  |  |  |  |  |  |  |  |  |  |  |  |  |  |  |
|  |                                                  |  |  |  |  |  |  |  |  |  |  |  |  |  |  |  |
|  | 28. Ордулф, војвода Саксоније                    |  |  |  |  |  |  |  |  |  |  |  |  |  |  |  |
|  |                                                  |  |  |  |  |  |  |  |  |  |  |  |  |  |  |  |
|  |                                                  |  |  |  |  |  |  |  |  |  |  |  |  |  |  |  |
|  | 14. Магнус, војвода Саксоније                    |  |  |  |  |  |  |  |  |  |  |  |  |  |  |  |
|  |                                                  |  |  |  |  |  |  |  |  |  |  |  |  |  |  |  |
|  |                                                  |  |  |  |  |  |  |  |  |  |  |  |  |  |  |  |
|  | 29. Вулфхилда од Норвешке                        |  |  |  |  |  |  |  |  |  |  |  |  |  |  |  |
|  |                                                  |  |  |  |  |  |  |  |  |  |  |  |  |  |  |  |
|  |                                                  |  |  |  |  |  |  |  |  |  |  |  |  |  |  |  |
|  | 7. Вулфхилда од Саксоније                        |  |  |  |  |  |  |  |  |  |  |  |  |  |  |  |
|  |                                                  |  |  |  |  |  |  |  |  |  |  |  |  |  |  |  |
|  |                                                  |  |  |  |  |  |  |  |  |  |  |  |  |  |  |  |
|  | 30. Бела I                                       |  |  |  |  |  |  |  |  |  |  |  |  |  |  |  |
|  |                                                  |  |  |  |  |  |  |  |  |  |  |  |  |  |  |  |
|  |                                                  |  |  |  |  |  |  |  |  |  |  |  |  |  |  |  |
|  | 15. Софија од Угарске                            |  |  |  |  |  |  |  |  |  |  |  |  |  |  |  |
|  |                                                  |  |  |  |  |  |  |  |  |  |  |  |  |  |  |  |
|  |                                                  |  |  |  |  |  |  |  |  |  |  |  |  |  |  |  |
|  | 31. Ричеза Пољска                                |  |  |  |  |  |  |  |  |  |  |  |  |  |  |  |
|  |                                                  |  |  |  |  |  |  |  |  |  |  |  |  |  |  |  |
|  |                                                  |  |  |  |  |  |  |  |  |  |  |  |  |  |  |  |